# 蘇丹·達迪爾·阿里夏巴納
蘇丹·達迪爾·阿里夏巴納（1908年2月21日—1994年7月17日），印度尼西亞（印尼）作家、記者、語言學家，有「現代印尼語的設計師」之稱。在1941年之前，他是當地一位活躍的作家，著有《揚帆》等小說，同時也在當地的東西方文化論戰中，提出西方化的主張。之後他主要從事語言文化相關的教研工作，包括規範科技術語、撰寫語法書等。

## 生平
阿里夏巴納在1908年2月11日生於荷屬東印度蘇門答臘納塔爾（今屬北蘇門答臘省曼代靈納塔爾縣），父親拉登·阿里夏巴納（Raden Alisyahbana）是一位來自爪哇島的教師，母親普蒂·薩米婭（Puti Samiah）是米南加保貴族的後代。他在明古魯的荷印學校（為土著開設的荷蘭語小學）完成小學課程，並於13歲時開始從事文字創作，以荷蘭文發表自己的第一篇文章。之後他先後在武吉丁宜（今屬西蘇門答臘省）、拉哈特、麻拉艾寧（上述兩地現屬南蘇門答臘省）和萬隆（今屬西爪哇省）接受師範教育。這時阿里夏巴納開始對東印度群島的民族主義運動產生興趣，參加過蘇門答臘青年協會，以及蘇卡諾成立的民族主義組織「中央讀書會」（Algemeene Studie Club）。
1928年從萬隆高等師範學院畢業後，阿里夏巴納曾經在巨港（今屬南蘇門答臘省）當過一年半教師，並為《日里新聞》（Pewarta Deli）等報刊撰寫文章。他在1929年發表自己第一部小說《命途多舛》（Tak Putus Dirundung Malang），之後在1930年加入荷蘭殖民政府轄下的出版社圖書編譯局，擔任《圖書旗幟》（Panji Poestaka）月刊的主編。1933年7月，阿里夏巴納和詩人阿米爾·哈姆扎、作家爾敏·巴奈創辦印尼人創辦的第一份文學月刊——《新作家》，打破圖書編譯局對當地文壇的壟斷地位和千篇一律的寫作風格，為東印度群島各地的作家提供一個發表意見、探討各項社會議題的園地。他本人也在月刊發表了多篇文章，提出自己對印尼文化的觀點：印尼人必須接受西方觀念，國家才可以實現現代化，其代表作——在1936年或1937年發表的小說《揚帆》也表達了這個觀點。這個觀點和爾敏的胞兄薩努西·巴奈主張印尼的新文化應該立足於東方文化，從西方文化補漏拾遺的看法相左，結果他們和其他作家在1935年至1939年在《新作家》就印尼文化的前途展開了連場的論戰。阿里夏巴納還認為，文學應該有所傾向，也就是表達西方派的觀點和立場。《新作家》月刊一直發行到1942年日本佔領東印度群島之後才被迫停刊。
阿里夏巴納之後轉修法律，於1937年入讀巴達維亞法學院（Rechtshoogeschool te Batavia），至1942年畢業，獲頒法學士學位。期間他開始對語言學產生興趣，並於1938年第一屆印度尼西亞語言代表大會期間發表了一篇語言學論文。進入日佔時期之後，由於日本人不可能在東印度群島迅速推廣日語，因此需要暫時利用印尼語傳達政令，於是他們在1942年成立了印度尼西亞語文委員會（Komisi Bahasa Indonesia），負責審訂印尼語的現代術語、並為印尼語制定語法和拼寫規範。阿里夏巴納首先在這個委員會擔任秘書，然後在1943年委員會常設辦公室後負責辦公室的日常運作。這時除了參加語文委員會和撰寫論文，他還開設了一家出版社。1945年印尼獨立後，阿里夏巴納轉任印度尼西亞語工作委員會（Panitia Pekerja Bahasa Indonesia）的主席，繼續參與印尼語的規範工作，並於1948年發表印尼語第一部規範的語法書《印度尼西亞語新語法》（Tatabahasa baru bahasa Indonesia）。這部著作後來成為印尼語教育的重要參考文獻，曾得到印尼各所學校的採用。
1945年後，除了語言學，阿里夏巴納從事的領域還包括教育、政治和文學。在教育方面，他是國民大學的創辦人之一，曾在印度尼西亞大學（1946年－1948年）、國民大學（1950年－1958年）、安達拉斯大學（1956年－1958年）等大專院校任教，並創立科學及文化促進基金會（Perkoempoelan Memadjoekan Ilmoe dan Keboedajaan）及其附屬中學，嘗試建立知識分子的行動中心。在政治方面，他曾經加入印度尼西亞社會黨，擔任印度尼西亞中央國民委員會委員（1945年－1949年，相當於後來的國會議員）、雅加達省議會議員（1950年－1960年）、制憲議會議員（1955年－1959年）等公職。在文學方面，雖然他在1948年復辦《新作家》月刊，並於1954年《新作家》再次停刊後創辦文學雙月刊《對抗》（Konfrontasi，至1962年停刊），不過這段時期他沒有新作面世。
1957年印度尼西亞共和國革命政府展開推翻中央政府的運動後，阿里夏巴納曾經在雅加達參加叛軍組織，然後轉往叛軍的根據地——西蘇門答臘省巴東，擔任「全蘇門答臘風俗議會」（Dewan Adat Seluruh Sumatera）的主席，處理文教問題。同時，他也反對蘇卡諾親近印度尼西亞共產黨，解散國會，推行有領導的民主體制的做法，認為這是獨裁而不合法的行為。後來由於上述的原因，阿里夏巴納被迫逃到國外，他首先在法國、西德、美國行為科學高等研究中心、夏威夷大學東西方中心、馬來亞国家语文出版局從事研究，然後在1963年就任馬來亞大學馬來研究系主任。印尼政府除了禁止他返國，還在1964年查禁了阿里夏巴納的所有著作。
1967年蘇哈托上台後，阿里夏巴納和印尼政府和好，並於1968年返回印尼，重返自己創辦的文教組織，繼續從事寫作、翻譯、語法研究等工作，為印尼語相關的學術研究貢獻。他在同年就任國民大學校長，至1992年退休，並於1970年代發表長篇小說《蓝色的岩洞——爱情和理想的故事》和《優勝劣敗》，宣揚西方派思想的優越性。1994年7月17日，阿里夏巴納心臟病發逝世，遺體安葬在西爪哇省茂物市附近的一座山丘上。

## 觀點
在1930年代中後期東印度群島的東西方文化論戰中，阿里夏巴納是西方派的代表人物。他認為印尼民族覺醒運動的精神，以及「印度尼西亞」這個名稱都是西方的舶來品，和古代歷史沒有關聯，象徵西方文化將來對印尼社會的巨大影響。他還認為西方文化擁有個人主義、功利主義等文化特質，因此蓬勃進取，充滿活力，並表示當年東印度群島就是因為缺乏了這些特質，所以才會那麼落後、那麽沉鬱。因此他自稱熱愛西方文化，甚至曾經提出全盤西化的主張。
在語言學方面，阿里夏巴納認為發展中國家的語言應該能夠配合現代思想文化、訊息溝通的需求，成為整合社會的力量。雖然他認為同期的語言學家以靜態、正規、微觀的方式描寫語法的行為無法改變發展中國家在語言使用上的需要，不過他也同意語言規劃是一項艱鉅的任務，因此規範語言的工作必須在極為有限的範圍內完成特定的目標，例如學校教授的語法應該受到規範。他認為印尼語和馬來語都應該從其他現代語言（例如英語）引進科技、商貿等領域的現代術語，因為這樣做容易之餘，也可以統一馬來世界在現代領域上的用詞習慣，促進印尼／馬來語轉變為現代語言的進程。他也支持1960年代末、1970年代初馬來西亞和印尼政府統一馬來／印尼語拼音方案的措施。

## 個人生活
阿里夏巴納信奉伊斯蘭教，結過三次婚：第一任妻子拉登·阿真·羅哈妮·達哈（Raden Ajeng Rohani Daha）在1929年跟他結婚，至1935年逝世，育有二子一女。第二任妻子拉登·羅羅·蘇吉亞蒂（Raden Roro Sugiarti）在1941年跟他結婚，至1952年於美國洛杉磯逝世，育有兩女。第三任妻子瑪格麗特·阿克塞爾（Margaret Axer）來自西德波恩，在1953年與阿里夏巴納結婚，兩人育有一子三女。她在1994年逝世，比阿里夏巴納早了幾個星期。

## 榮譽
阿里夏巴納得到的國內外獎項及榮銜包括：
- 法國巴黎語言學學會會員（1951年）
- 印度尼西亞文化獎（1970年）
- 荷蘭皇家東南亞及加勒比研究院榮譽院士（1976年）
- 印度尼西亞大學語言學榮譽博士（1979年）
- 馬來西亞理科大學文學榮譽博士（1987年）

## 作品選錄
阿里夏巴納撰寫的文學作品和學術文獻包括：
- 《命途多舛》（Tak Putus Dirundung Malang，小說，1929年）
- 《長明燈》（Dian yang Tak Kunjung Padam，小說，1932年）
- 《彩雲飛》（Tebaran Mega，詩集，1935年）
- 《揚帆》（Layar Terkembang，小說，1936年／1937年）
- 《匪窟少女》（Anak Perawan di Sarang Penyamun，小說，1940年）
- 《舊詩歌選》（Puisi Lama，詩集，1946年）
- 《新詩歌選》（Puisi Baru，詩集，1946年）
- 《印度尼西亞語新語法》（Tatabahasa baru bahasa Indonesia，語法書，1949年）[26]
- 《蓝色的岩洞——爱情和理想的故事》（Grotta Azzura, Kisah Cinta dan Cita，三卷本小說，1970年－1971年）
- 《優勝劣敗》（Kalah dan Menang，小說，1978年）

## 腳註
1. 1 2 3 4 5 6 7 8 9  Badan Bahasa, Sutan Takdir Alisjahbana.
2. ↑  Coulmas 2016，第259頁.
3. 1 2 3 4 5 6 7 8  Tuty 2017, Piawai Menulis sejak.
4. 1 2 3  梁立基 2003，第516-521頁.
5. 1 2 3 4 5  Coulmas 2016，第260-261頁.
6. 1 2 3  梁立基 2003，第525-526頁.
7. ↑  梁立基 2003，第515頁.
8. ↑  Tham 1981，第103-105頁.
9. ↑  Coulmas 2016，第267頁.
10. ↑  Massier 2008，第176頁.
11. ↑  Coulmas 2016，第268頁.
12. ↑  王受业, 梁敏和 & 刘新生 2006，第344-346頁.
13. ↑  Raffel 1968，第33頁.
14. 1 2  Coulmas 2016，第262頁.
15. 1 2  The Straits Times, Turn to English.
16. ↑  The Straits Times, Scholar gets job.
17. 1 2  The Straits Times, Prof. Takdir.
18. ↑  The Straits Times, Indonesia bans professor's.
19. ↑  梁立基 2003，第709-710頁.
20. ↑  梁立基 2003，第513-514頁.
21. ↑  Coulmas 2016，第270-271頁.
22. ↑  Sugiharto 2008.
23. ↑  The Straits Times, New spelling system.
24. ↑  Coulmas 2016，第260, 262頁.
25. ↑  Pemprov DKI Jakarta, Sutan Takdir Alisjahbana.
26. ↑  WorldCat, Tatabahasa baru bahasa.